# جاك فورسيث
جاك فورسيث (بالإنجليزية: Jack Forsyth)‏ هو مدير فني أمريكي، ولد في 4 مايو 1892 في روتشستر في الولايات المتحدة، وتوفي في 19 ديسمبر 1966.

## وصلات خارجية
- جاك فورسيث على موقع مرجع كرة القدم المحترفة.كوم (الإنجليزية)